# Kaszabellina
Genre
Kaszabellina est un genre de collemboles de la famille des Bourletiellidae.

## Distribution
Les espèces de ce genre sont endémiques de Mongolie.

## Liste des espèces
Selon Checklist of the Collembola of the World (version du 13 août 2019) :
- Kaszabellina major Betsch, 1977
- Kaszabellina minima Betsch, 1977
- Kaszabellina variabilis Betsch, 1977

## Publication originale
- Betsch, 1977 : Collemboles symphypleones de la Mongolie (Collembola). Annales historico-naturales Musei nationalis hungarici, vol. 69, p. 59-88.